# Мар'ївське
Ма́р'ївське — село в Україні, у Славгородській селищній територіальній громаді Синельниківського району Дніпропетровської області. Населення за переписом 2001 року становить 79 осіб. 

## Історія
7 (20) листопада 1917 року, відповідно до Третього Універсалу Української Центральної Ради, увійшло до складу Української Народної Республіки.
До 2017 року орган місцевого самоврядування — Варварівська сільська рада.
12 червня 2020 року, відповідно до розпорядження Кабінету Міністрів України № 709-р від «Про визначення адміністративних центрів та затвердження територій територіальних громад Дніпропетровської області», увійшло до складу Славгородської селищної громади.
19 липня 2020 року, в результаті адміністративно-територіальної реформи та ліквідації   Синельниківського (1923—2020)району, село увійшло до складу новоутвореного Синельниківського району.

## Географія
Село Мар'ївське знаходиться на правому березі річки Осокорівка, вище за течією на відстані 2 км розташоване село Дубо-Осокорівка, нижче за течією на відстані 1 км розташоване село Зелене, на протилежному березі — село Варварівка. На південно-східній околиці села балка Крута впадає у річку Осокорівку.